# لحام تطريق
لحام التطريق (الإنجليزية:Forge Welding) هو نوع من أنواع اللحام ويتم عن طريق تسخين المعدنين حتى درجة حرارة معينة ثم طرقهما معا حتى يتم الحصول على لحام متين.
تعتبر عملية اللحام بالتطريق أقدم عمليات اللحام التي عرفها الإنسان على مدى تاريخه الصناعي وتعتبر عمليات اللحام الحديثة تطويرا لهذه العملية.

## مصدر الحرارة
يستخدم الحداد فحم الكوك كمصدر لتوليد الحرارة اللازمة لتسخين الأجزاء المطلوب لحامها للوصول بها إلى درجة حرارة التعجن (درجة إعادة التبللور) ثم يستخدم المطرقة في طرقات عديدة مختلفة الحدة والثقل طبقا لسمك الجزء المراد لحامه.
و على هذا الأساس يمكن للحداد الجيد أن يقوم بعملية لحام قوي وتكون الوصلة من نفس معدن الجزئيين نظرا لأن المصدر الحراري غير منتظم لصعوبة تنظيف مكان الوصلة لذلك فإن مهارة العامل تلعب دورا كبيرا في جودة الوصلة.

## أنواع لحام التطريق

### لحام التراكبي (Lap Welding)

لحام التراكبي

ويكون كما هو موضح في الشكل التالي:

### لحام تداخلي (Cleft Welding)

لحام تداخلي

ويكون كما هو موضح في الشكل التالي:

### لحام تناكبي (Butt Welding)
وهو يعرف باسم لحام قورة في قورة كما هو موضح بالشكل التالى:

لحام تناكبي

## اللحام بالتطريق اليوم
مع تطور عمليات اللحام الكهربي والغازي والطرق الأخرى لتوصيل المعادن يفقد اللحام بالطرق أهميته نظرا لضعف وصلات اللحام علاوة على أنها لا تكون مناسبة إلا في مجال محدود من الصلب منخفض الكربون (الذي لا تتعدى نسبة الكربون فيه 0.025 %.